# Ministère du Tourisme (république démocratique du Congo)
Pour les articles homonymes, voir Ministère du Tourisme.
Le ministère du Tourisme de la république démocratique du Congo est pour l’exécution de la politique nationale du tourisme.

## Missions
- Élaboration, suivi et évaluation des plans de mise en œuvre de ladite politique ;
- Gestion et exploitation des aspects touristiques dans les aires protégés (parcs nationaux, réserves naturelles, jardins zoologiques et botaniques, domaines de chasse etc.) ;
- Promotion du tourisme par tous les moyens appropriés et coordination de toutes les activités du secteur ;
- Suivi et audit technique des établissements publics et privés œuvrant dans le secteur du tourisme ;
- Promotion et organisation de l’industrie hôtelière et des agences de voyages ;
- Réglementation des activités touristiques ;
- Inspection des établissements touristiques et hôteliers sur le territoire national ;
- Élaboration des normes de classification des établissements touristiques, hôteliers, des agences de voyages et autres ;
- Aménagement et réhabilitation des infrastructures touristiques ;
- Mise en œuvre des traités, conventions et accords sous-régionaux, régionaux et internationaux relatifs au secteur du tourisme ;
- Représentation de la république démocratique du Congo aux conférences et réunions sous-régionales, régionales et internationales relatives au secteur de tourisme, en collaboration avec le ministère ayant la coopération dans ses attributions.

## Organisation
Le ministère du Tourisme compte un effectif de 2 234 personnes réparties dans les structures ci-dessous :
- Secrétariat général (1 738 personnes)
- Direction des services généraux
- Direction des études et planification
- Direction administrative et financière
- Direction partenariat touriste
- Direction ressource touristique
- Direction de la promotion et Investissement touristique
- Direction d'archive et nouvelle technologie de l'information et communication
- Cellule de gestion des projets et marchés publics
- Inspection nationale du tourisme
- Office national du tourisme (226 personnes)
- Site touristique de la N'Sele (270 personnes)